# Eumalacostraca
Eumalacostraca je podklasa rakova, koja sadrži skoro sve žive malakostrake, ili oko 40.000 opisanih vrsta. Preostale podklase su Phyllocarida i verovatno Hoplocarida. Eumalacostracans ima 19 segmenata (5 cefalnih, 8 torakalnih i 6 trbušnih). Ovaj raspored je poznat kao „karidoidna facija”, termin koji je skovao Vilijam Tomas Kalman 1909. Torakalni udovi su spojeni i koriste se za plivanje ili hodanje. Smatra se da je zajednički predak imao oklop, i većina živih vrsta ga ima, ali je izgubljen u nekim podgrupama.

## Karidoidni facijes
Kalman je identifikovao sledeća svojstva kao karakteristična za ljuskare eumalakostraka:
„Oklop koji obavija grudni deo; oči sa pokretnim stabljikama; dvoslojna prva antena; egzopod u obliku ljuske na drugoj anteni; plivajući egzopodi na torakalnim udovima; izduženi, ventralno fleksibilni stomak; repni lepezac formiran od lamelarnih grana na bilo kojoj strani uropoda od telsona“.

## Klasifikacija
Martin i Dejvis predstavljaju sledeću klasifikaciju živih eumalakostrakana u redove, kojima su dodati izumrli redovi, naznačeni sa †.
Grupa koju je prvobitno opisao Karl Groben uključivala je Stomatopoda (mantis škampe), i brojni savremeni stručnjaci i baze podataka (npr. NCBI) nastavljaju da koriste ovu definiciju. Ovaj članak prati Martina i Dejvisa u njihovom isključivanju; oni su smešteni u svoju podklasu, Hoplocarida.
Podklasa Eumalacostraca Grobben, 1892
- Nadred Syncarida Packard, 1885
  - †Red Palaeocaridacea
  - Red Bathynellacea Chappuis, 1915
  - Red Anaspidacea Calman, 1904 (including Stygocaridacea)
- Nadred Peracarida Calman, 1904
  - Red Spelaeogriphacea Gordon, 1957
  - Red Thermosbaenacea Monod, 1927
  - Red Lophogastrida Sars, 1870
  - Red Mysida Haworth, 1825
  - Red Mictacea Bowman, Garner, Hessler, Iliffe & Sanders, 1985
  - Red Amphipoda Latreille, 1816
  - Red Isopoda Latreille, 1817
  - Red Tanaidacea Dana, 1849
  - Red Cumacea Krøyer, 1846
- Nadred Eucarida Calman, 1904
  - Red Euphausiacea Dana, 1852
  - Red Decapoda Latreille, 1802
  - †Red Angustidontida